# 제임스 매카서
제임스 맥펄레인 매카서(James McFarlane McArthur, 1987년 10월 7일 ~ )는 스코틀랜드의 은퇴한 축구 선수로, 과거 미드필더로 활약했다.

## 수상

### 클럽
해밀턴 아카데미컬
- 스코티시 풋볼 리그 1부 : 우승 (2007-08), 3위 (2005-06), 4위 (2006-07)
- 스코티시 챌린지컵 : 준우승 (2005-06)

 위건 애슬레틱
- 잉글랜드 FA컵 : 우승 (2012-13), 4강 (2013-14)
- EFL 챔피언십 플레이오프 : 4강 (2013-14)

 크리스털 팰리스
- 잉글랜드 FA컵 : 준우승 (2015-16), 4강 (2021-22)
- 케이프타운컵 : 준우승 (2015)